# Sylvester Stadler
Pour les articles homonymes, voir Stadler.
Sylvester Stadler, né le 30 décembre 1910 à Fohnsdorf (Autriche) et mort le 23 août 1995 à Augsbourg-Haunstetten (Bavière), est un officier général de la SS.
SS-Brigadeführer de la Waffen-SS ayant servi durant la Seconde Guerre mondiale, il a été le commandant du 4. Panzergrenadier-Regiment « Der Führer » (de la 2e division SS « Das Reich »), régiment impliqué dans le massacre d’Oradour-sur-Glane, puis de la 9e division SS « Hohenstaufen » pour les dix derniers mois de la guerre. Il a été décoré de la croix de chevalier de la croix de fer avec feuilles de chêne et glaives.
Il fut un des généraux de la S.S. les plus jeunes de la guerre, âgé de 34 ans en mai 1945.

## Biographie

### Jeunesse
Stadler fait des études d'électricien avant de rejoindre  la SS en 1933. En 1935 et 1936, il fréquente la SS-Junkerschule (école d’officiers SS) de Bad Tölz en Bavière. En juin 1939, il devient commandant de compagnie (SS-Hauptsturmführer, équivalent du grade de capitaine), et chef de bataillon (SS-Sturmbannführer, équivalent du grade de commandant) en mars 1942.

### Régiment «Der Führer» et massacre d'Oradour-sur-Glane

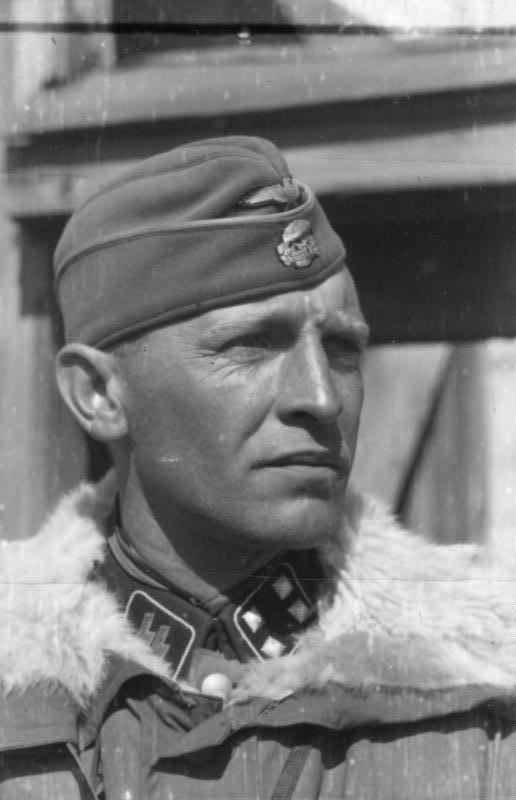
Sylvester Stadler en 1943 lors de la troisième bataille de Kharkov.

En mai 1943, Stadler est nommé commandant du 4. Panzergrenadier-Regiment « Der Führer » (régiment de la 2e division SS « Das Reich »). Le 10 juin 1944, un détachement du 1er bataillon du régiment « Der Führer », conduit par le SS-Sturmbannführer Adolf Diekmann, perpètre le massacre d'Oradour-sur-Glane en Haute-Vienne (France), au cours duquel 643 villageois sont assassinés. Les SS de la “Das Reich” et les négationnistes avancent l’enlèvement de Helmut Kämpfe, le 9 juin 1944, comme la cause. Helmut Kämpfe était un ami proche du général Heinz Lammerding mais c’était aussi un ami intime du commandant Adolf Diekmann. Il apprit dans le même temps la tentative de capture, la veille également, d’un autre officier SS, Karl Gerlach, non loin d’Oradour vers Nieul. Helmut Kämpfe, le « boucher de Combeauvert », est capturé sur la route entre Saint-Léonard-de-Noblat et Sauviat-sur-Vige a la hauteur de la Bussière par le maquis de Jean Canou appartenant au maquis de Georges Guingouin vers Moissannes, où il existe depuis 1986 un menhir conçu par l'artiste Jean-Joseph Sanfourche pour rappeler sa capture malgré des recherches infructueuses par les patrouilles de reconnaissance après la découverte de la voiture de Kämpfe. Son adjoint, Müller, va alors rapporter la mauvaise nouvelle à Stadler, à Limoges. Aussitôt, un échange de prisonniers est envisagé. L'action initiée par la Gestapo de Limoges August Meier avec l’accord du commandement de la Das Reich. Un prisonnier est libéré de la prison de Limoges où il était incarcéré pour entrer en contact avec l’état major de la Résistance en Haute-Vienne reçoit la proposition des Allemands la libération de 50 maquisards détenus à la prison de Limoges et une somme de 36 000 marks, en échange de la libération de Kämpfe. 
Georges Guingouin est sur le point d’accepter la proposition des Allemands quand il apprend coup sur coup, le Massacre d'Oradour et celui du Massacre de Combeauvert, perpétré par Kämpfe lui-même, qu’il apprend lors d’une communication avec le commandant Albert Fossey-François. Helmut Kämpfe est exécuté,. Bien que Stadler demande la comparution de Diekmann devant une cour martiale, la propre réputation de Stadler est entachée. En outre, Diekmann est tué en Normandie près de Noyers-Bocage deux semaines plus tard, le 29 juin 1944, et ne peut en conséquence comparaître.

### La «Hohenstaufen»
Le 10 juillet 1944, Stadler est promu chef de la 9e division SS « Hohenstaufen ». Avec Kurt Meyer (surnommé « Panzermeyer »), Stadler fait partie des plus jeunes commandants de division des forces de la Waffen S.S. La « Hohenstaufen » a précédemment combattu sur le front de l'Est (1944).
Sous les ordres de Stadler, la division combat en Normandie (défendant la célèbre colline 112 et la poche de Falaise), à Arnhem (opération Market Garden), participe à la bataille des Ardennes (fin 1944 - début 1945) et aux derniers combats en Hongrie. En mai 1945, Stadler se rend aux forces américaines en Autriche, à la tête de sa division.

### Vie personnelle
Stadler s'est marié en 1936 et a eu deux fils.

## Décorations militaires
Au printemps 1943, Stadler reçoit la croix de chevalier de la croix de fer à la suite de la 3e capture allemande de Kharkov, ville stratégique située au sud de Koursk en Union soviétique. À la fin de l’été 1943, à sa croix de chevalier de la croix de fer, sont ajoutées des feuilles de chêne à la suite de la bataille de Koursk (L‘Eichenlaub Nr. 303 décerné personnellement à Stadler par Adolf Hitler). La récompense est à nouveau renforcée par des glaives, ce deux jours avant la fin de la guerre (Schwertern Nr. 152), décernés par Sepp Dietrich.
Stadler a été plusieurs fois sérieusement blessé. Sa bravoure personnelle lui valut également l'agrafe de combat rapproché en or, en tant que commandant de division en 1944.
- Croix allemande en or (1942)
- Médaille du front de l'Est  (1942)
- Croix de fer deuxième (1939) et première classes (1940)
- Bague d'honneur des SS
- Insigne du combat rapproché en or (12 décembre 1943)
- Insigne de combat d'infanterie en Argent (?)
- 2 insignes de destruction de chars argent
- Chevalier de la croix de fer (6 avril 1943)
- Feuilles de chêne (16 septembre 1943)
- Glaives (6 mai 1945)
- Récompense pour service de longue durée dans la SS (?)
- Insigne des blessés en bronze, argent et or
- Mentionné dans le bulletin de l’armée, le Wehrmachtbericht